# アンプリアス

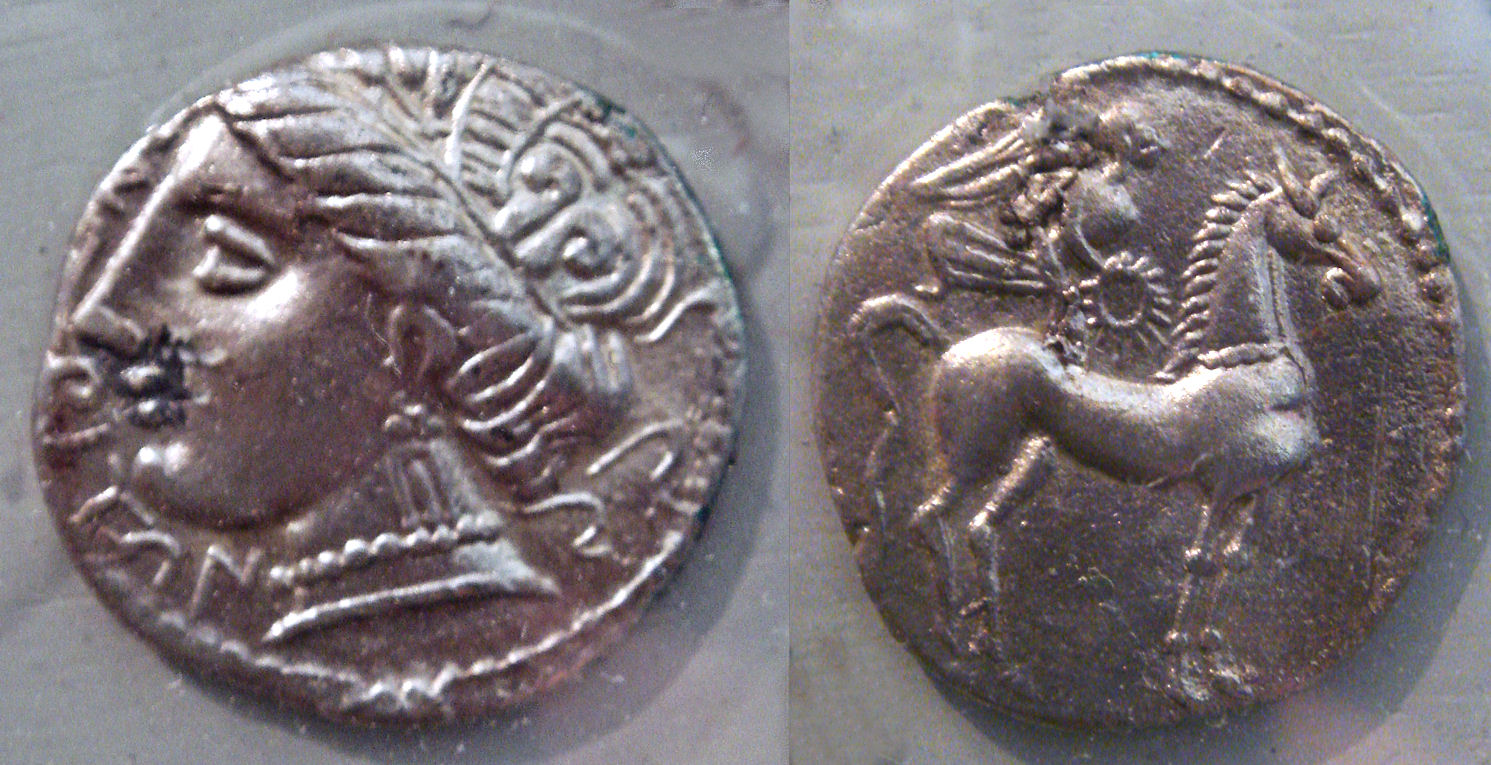
エンポリアエの硬貨。紀元前5世紀から紀元前1世紀

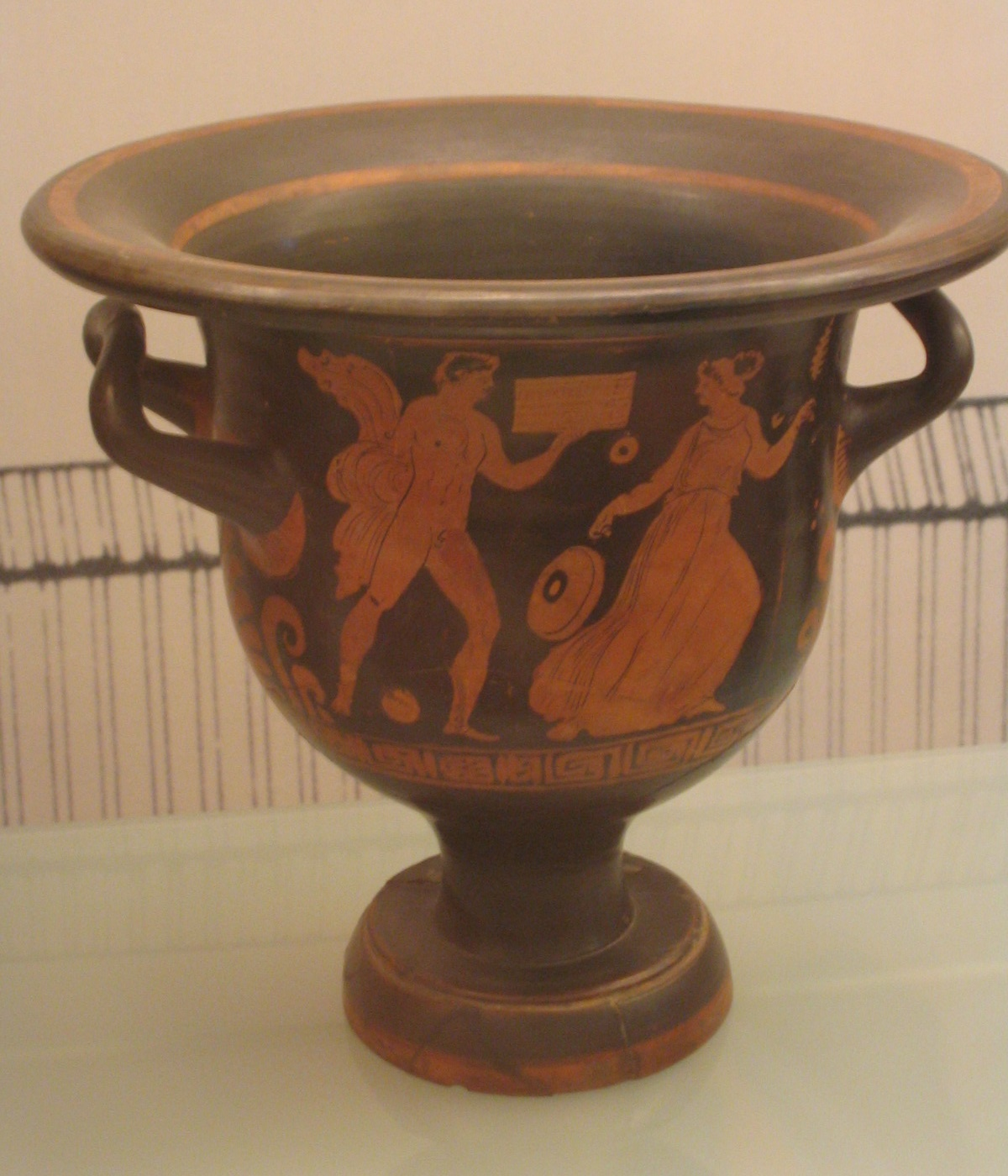
アンプリアスで出土したギリシア製の萼型クラテール

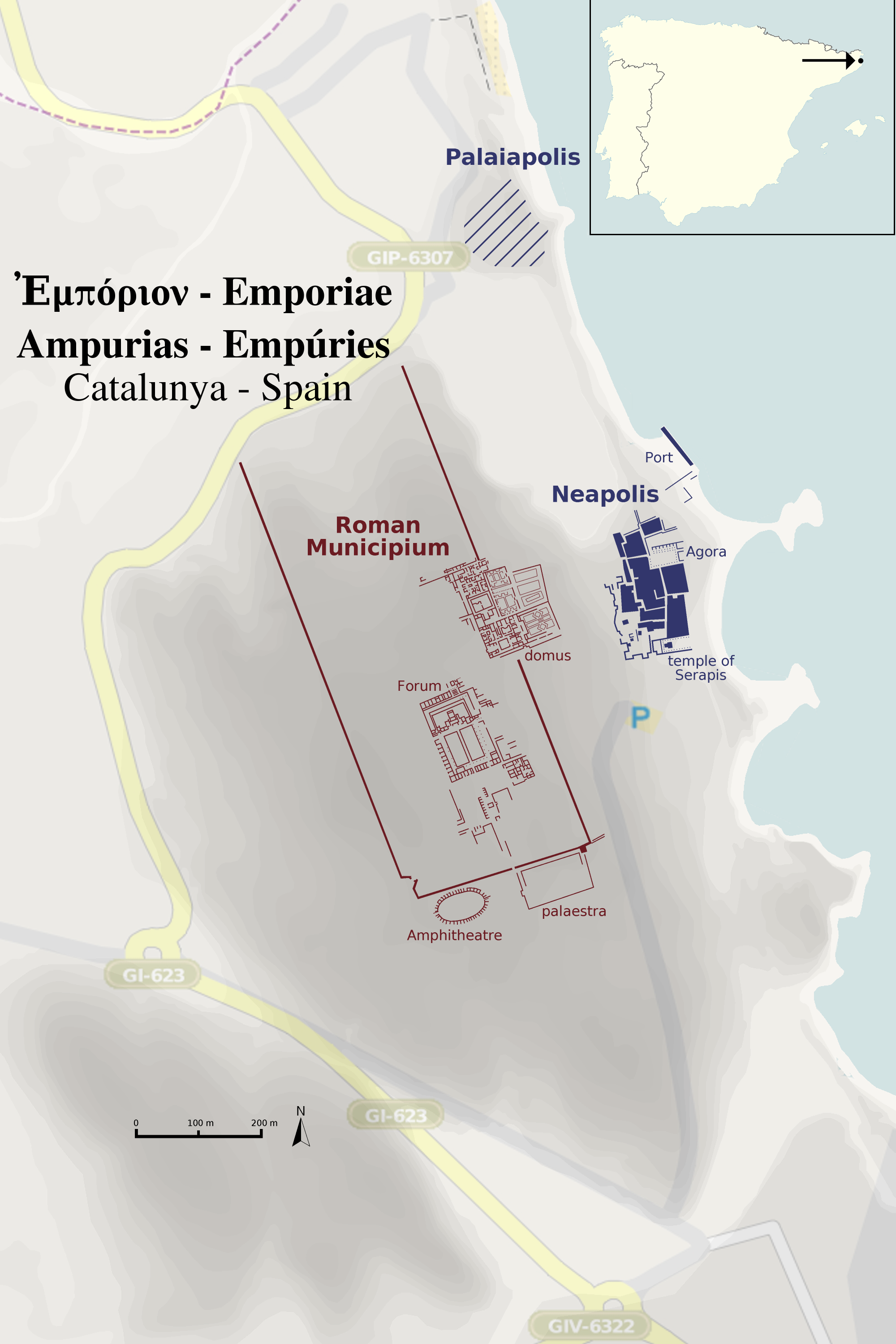
パライアポリス、ネアポリス、ローマ都市（エンポリアエ）の位置関係

アンプリアス（カタルーニャ語: Empúries　[əmˈpuɾiəs]、スペイン語: Ampurias）は、現在のスペインカタルーニャ州アルト・アンプルダーの地中海岸に存在した街である。紀元前575年、ギリシアの都市国家ポカイアからの植民者が建設した。当時の名称はエンポリオン（古代ギリシア語: Εμπόριον）で、「市場」を意味する。後にローマ人に征服されたが、中世初期になると海岸線が無防備で略奪が横行したため、町は放棄された。
その遺跡は自治体ラスカーラの北部サン・マルティー・ダンプリアス地区に位置している。駐車場もあるし、自治体中心地区のラスカーラから遊歩道を歩いて向かうこともできる。

## 歴史
アンプリアスはフルビアー川 (en) 河口の小さい島に建設された町で、そのあたり一帯にはイベリア人部族 Indigetes が住んでいた。紀元前550年、住民が島から本土に移住して「ネアポリス (Neapolis)」すなわち「新市」を建設したため、以前の島の都市は「パライアポリス (Palaiapolis)」すなわち「旧市」と呼ばれるようになった。
紀元前530年、母都市ポカイアがアケメネス朝ペルシアのキュロス2世に征服されたため、難民がこの新市に流入し、人口が急激に増加した。この一帯はカルタゴの勢力圏だったが、この都市は何とかギリシア文化を保持した。先住民は近くの Indika という都市に住んでおり、その都市との政治的および商業的合意が結ばれた。ちょうどマッサリア（マルセイユ）とタルテッソスを結ぶ沿岸交易路の中継点にあたっており、商業および交易拠点として栄え、イベリア半島最大のギリシア植民都市となった。
ポエニ戦争の際はローマと同盟を結んでいた。紀元前218年には、プブリウス・コルネリウス・スキピオによるヒスパニア征服が開始された。

### ローマ属州時代
ローマによるヒスパニア征服後もエンプリエスは独立した都市国家として残った。しかし、ポンペイウスとユリウス・カエサルの内戦の際にポンペイウスに味方したため、ポンペイウスが敗北した後で自治権を失った。この一帯を統治するため、Indikaの近くにエンポリアエ (Emporiae) という植民都市が建設された。
それ以降、アンプリアスは徐々に衰退し、代わってタラコ（タラゴナ）やバルチーノ（バルセロナ）が栄えるようになっていった。3世紀末には、スペインで初めてキリスト教伝道者が入った都市の1つとなった。同じころギリシア人の建設した古い都市は放棄されたが、ローマ都市カステリョ・ダンプリアス (Castelló d'Empúries) は造幣と儀礼的な中心地として存続したものの、9世紀中ごろにヴァイキングに襲われるようになって衰退した。後にアンプリアス伯ウーゴ2世 (en, 1078-1117) が造幣を再開している。

## 遺跡

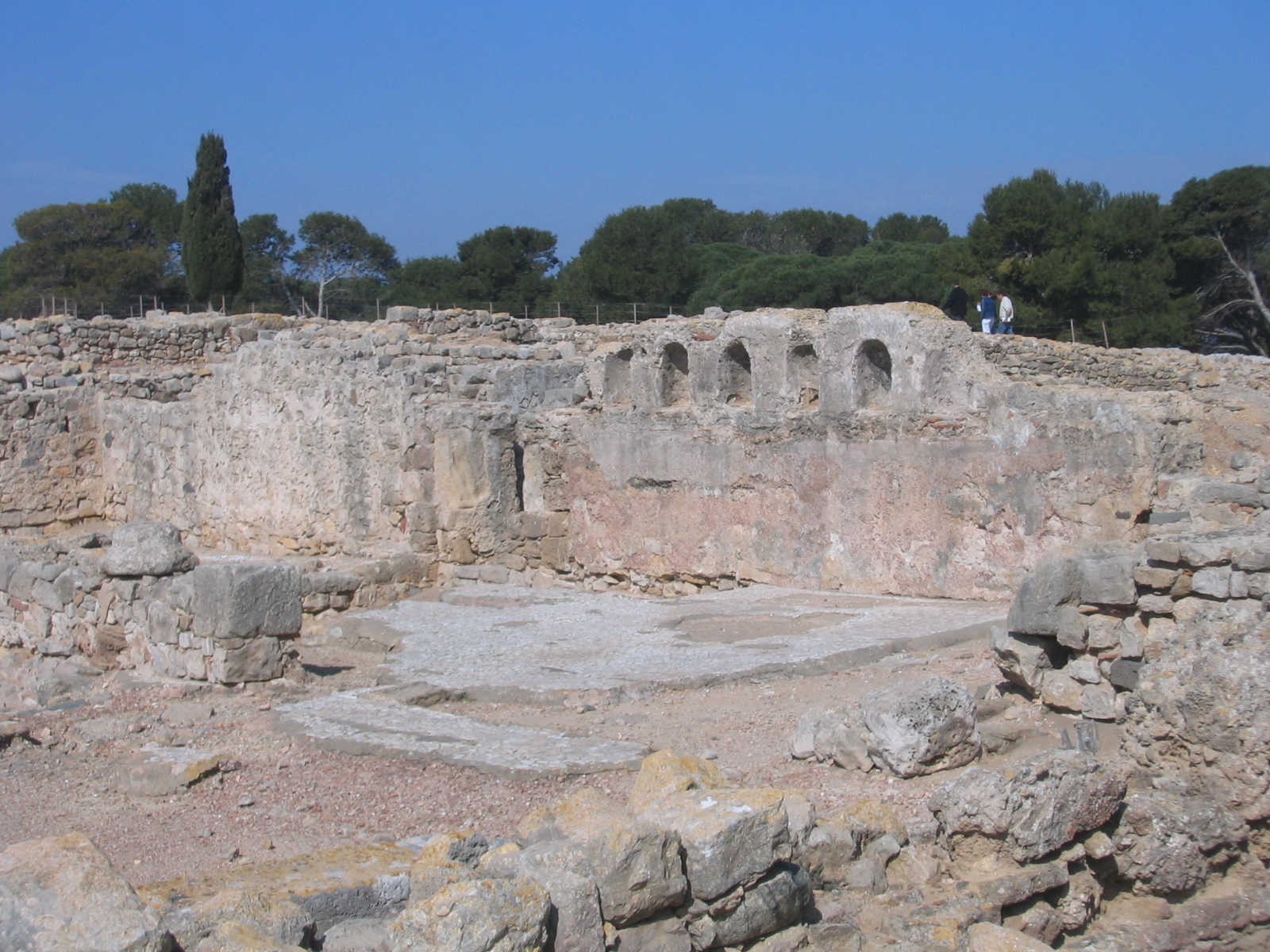
アンプリアスの原始キリスト教バシリカの遺跡

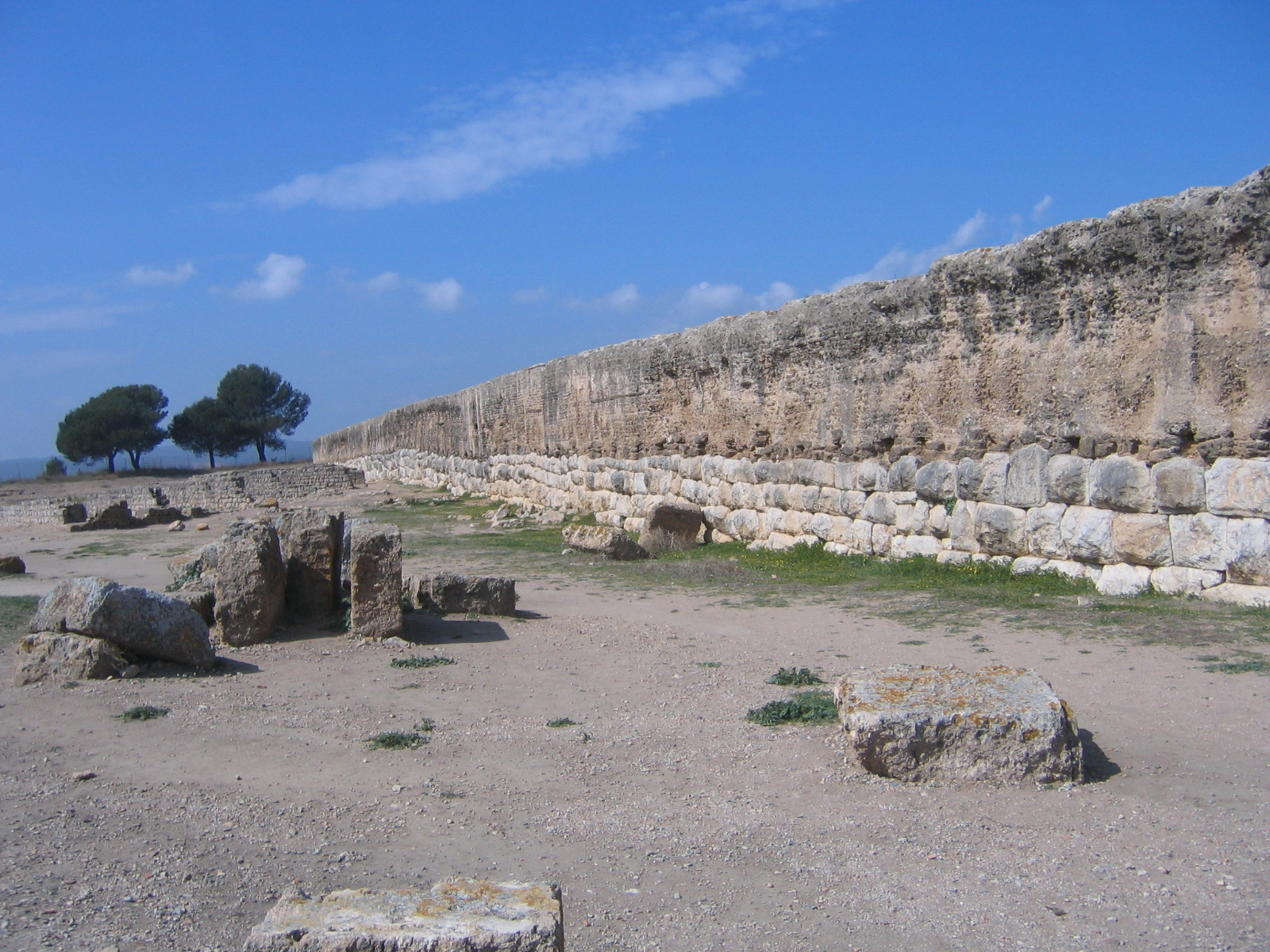
ローマ時代の市壁

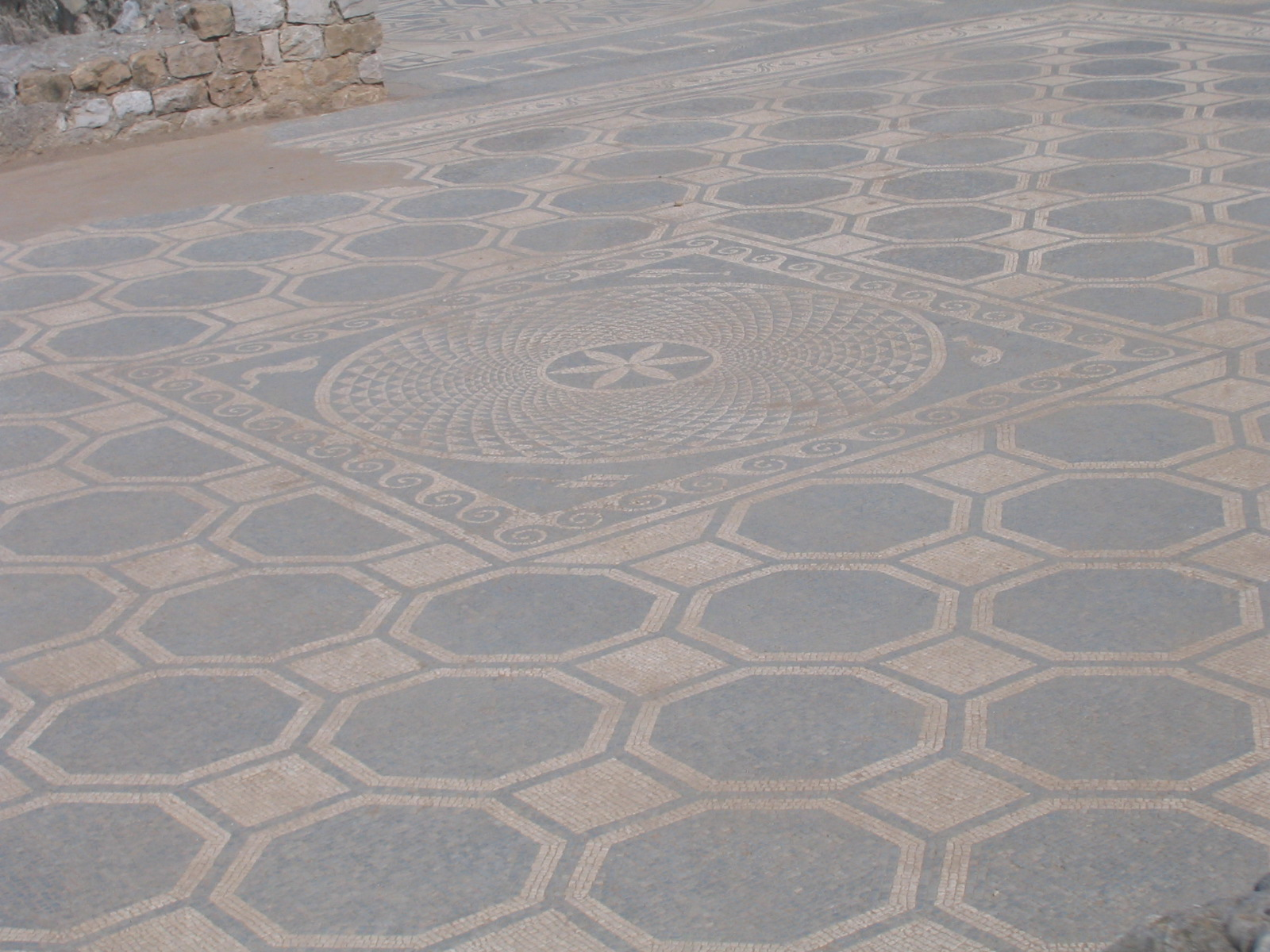
ローマ時代のモザイク床

この都市の正確な位置は15世紀から知られていたが、体系的な発掘調査が開始されたのは20世紀になってからである。最初の公式な発掘は1908年、バルセロナ博物館委員会 (Junta de Museus de Barcelona) により行われた。発掘は今も続いている。

### パライアポリス
パライアポリスのあった島は今では本土の一部となっており、中世期には Sant Martí d'Empúries という村があった。そのころの港も完全に泥で埋まっており、発掘はいまのところ行われていない。
ネアポリス建設後、旧市はアクロポリス（要塞と神殿）として使われたと見られている。ストラボンはここにアルテミスの神殿があったと記している。

### ネアポリス
ネアポリスは200×130メートルほどの不規則な形状の市街地からなり、市壁で囲まれていた。市壁には紀元前5世紀から紀元前2世紀ごろまで改修を繰り返した跡がある。西側の壁はネアポリスとイベリア人の町である Indika を隔てていた。
ネアポリスの南西部分には様々な神殿がある。アスクレーピオスの神殿などの古い神殿をアルテミスの神殿に転換したものがあり、大理石像が出土している。南東部分にはゼウス-セラピスの神殿がある。発掘された建物の大部分はヘレニズム期のものである。中にはモザイクや壁画で装飾された建物もあり、アゴラや防波堤などの公共建築物も見つかっている。ローマ属州時代には公衆浴場や原始キリスト教のバシリカが建設された。
新市の南および東にはネクロポリスがある。

### ローマ都市
ローマ都市部分はこれまでに20%程度しか発掘されていない。典型的なローマの軍事基地の長方形の街区であり、2つの幹線道路がフォルムから延びている。ローマ都市はギリシア都市よりもかなり大きい。共和政ローマ時代にローマのカピトリヌスの丘と同様のユーピテルとユーノーとミネルウァを祀った神殿が建てられた。アウグストゥスの治世下でバシリカ（集会施設）とクリア（議事堂）が追加されている。
町の東部から大きな住居がいくつか発掘されている。中庭があり、別棟がいくつもあって、床はモザイクで壁画がある。紀元2世紀には塔のない市壁で囲まれていた。市壁の外にアンフィテアトルムとパライストラが建設されている。